# Monsters
Monsters – singel fińskiej piosenkarki Saary Aalto wydany 9 lutego 2018 roku przez Warner Music Finland. Singel został odnotowany na trzynastym miejscu fińskiej listy przebojów. Utwór reprezentował Finlandię w 63. Konkursie Piosenki Eurowizji.

## Lista utworów
- Digital download (9 lutego 2018)[2]

1. „Monsters” – 3:00

- Digital download (29 kwietnia 2018)[3]

1. „Monsters” (Initial Talk Remix) – 3:29
2. „Monsters” (Cutmore Remix) – 4:09
3. „Monsters” (Extended Version) – 4:24
4. „Monsters” (Cutmore Radio Edit) – 3:09

## Wydanie
Singel został wydany 9 lutego 2018 roku przez Warner Music Finland, dzień wcześniej został opublikowany teledysk do utworu. 27 kwietnia utwór został wydany na albumie Saary Aalto Wild Wild Wonderland.

### Wykonania na żywo
3 marca 2018 wystąpiła w specjalnym koncercie eliminacyjnym, podczas którego wybrano jej eurowizyjną propozycję. W trakcie koncertu zaśpiewała trzy utwory: „Monsters”, „Domino” i „Queens”, ostatecznie największe poparcie telewidzów zdobyła piosenka „Monsters”. 8 maja wystąpiła jako piętnasta w kolejności w pierwszym półfinale konkursu i z dziesiątego miejsca awansowała do finału, który został rozegrany 12 maja.Wystąpiła w nim jako siedemnasta w kolejności i zajęła przedostatnie, 25. miejsce po zdobyciu 46 punktów w tym 23 punkty od telewidzów (21. miejsce) i 23 pkt od jurorów (24. miejsce).

## Pozycje na listach
| Państwo   | Lista (2018)   | Najwyższa pozycja |
| --------- | -------------- | ----------------- |
| Finlandia | Top 20 Singles | 13                |